# 白凤翔

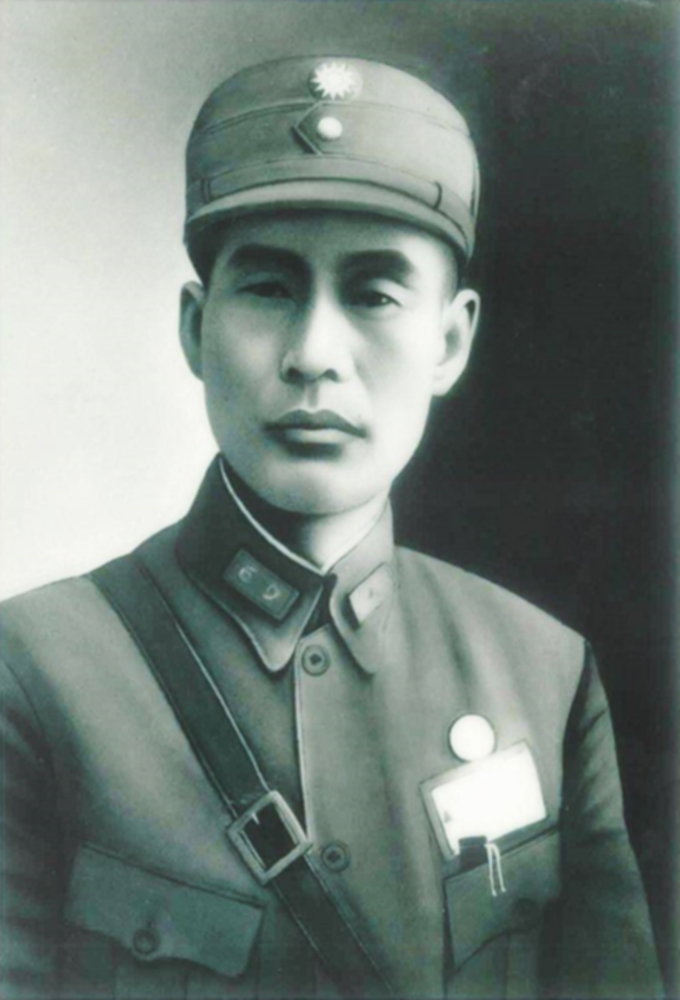
白鳳翔將軍肖像

白凤翔（1897年4月—1941年1月22日），字瑞麟，热河围场新拨区西南地（今半截塔新波村）人，中华民国大陆时期军事人物，国民革命军中将军长。

## 生平
出身贫寒，10岁后随父伐木、扛木和种地、赶牛车过坝拉盐为生。民初落草，报号“白三阎王”。1928年被张学良收编，任东北军边防军骑兵第六旅，驻密山，中东路事件时参加与苏军的冲突。1930年入关参加中原大战，驻军保定。1933年参加长城抗战。1934年3月1日张学良在武昌就任鄂豫皖三省剿匪副司令，白部由河北开河南息县进剿鄂豫皖红军，骑兵第六旅改为骑兵第六师任师长。参加第三期庐山军官训练团。1935年张学良代理西北剿匪总司令，1935年9月白部骑六师进驻西北，驻庆阳、固原地区，围剿长征抵达陕北的中央红军。
1935年10月19日下午四时，中共中央与陕甘支队支队部进抵陕北保安县吴起镇（当时仅11户人家；附近十里八里一个村庄，每村只住三五户人家）设有陕甘边赤安县六区一乡苏维埃政府，干部团仍然在抗击尾追的东北军白凤翔部骑兵。1934年10月21日，毛泽东亲自指挥了吴旗镇以西的中央红军二万五千里长征的最后一战“切尾巴战斗”，击破了尾随中央红军自陇东窜犯的何柱国东北军骑兵军白凤翔的骑兵第6师3个骑兵团、副师长张诚德率领的东北军骑兵第3师两个骑兵团、宁夏军阀马鸿宾第35师的马培清骑兵团，共毙伤400余人，俘虏1000余人，缴获白凤翔部所有重武器及战马驮马近2000余匹，中央红军牺牲第二大队大队长李英华以下200余人。
1935年底东北军骑兵军所辖6个师缩编为4个师，何柱国接替董英斌任军长，黄显声任副军长，白凤翔任骑兵第6师师长。在与中央红军的头道川、三道川战斗中，白凤翔骑六师损失很大。在东北军地下党刘澜波（刘多荃的堂弟，公开身份为东北军参谋，实际上是东北军地下党组织负责人）、汪锋、王再天（东北军骑兵军副军长黄显声的参谋）推动下，1936年9月18日白凤翔派骑六师参谋长汪瑢为代表与与红一军团政治部主任朱瑞在固原杨郎镇（今原州区头营镇杨郎村）秘密签署了局部停止内战、抗日救国的四条协议。
1936年12月上旬，第106师师长白凤翔突接张学良“速来西安面授机宜”秘电。12月10日张学良带白凤翔与团长刘桂五到临潼蒋介石的驻地听训，并事先暗示白风翔观察委员长驻地的地形及安保措施。12月11日蒋介石在华清池召开高级军事会议决定彻底剿灭陕北共党。当晚，张学良在家中召见白凤翔与骑兵第18团团长刘桂五（王曲镇“军官训练团”受训，被张学良留在侍卫副官处工作），部署临潼捉蒋任务，以师长白风翔为第一线总指挥，刘桂五团长、西北剿总卫队第二营营长孙铭九、负责华清池的头道门（即大门）的西北剿总卫队第一营营长王玉瓒里应外合配合捉蒋；第105师的一个团在旅长唐君尧指挥下包围华清池；第105师师长刘多荃负责外围指挥。。西安事变成功后，张学良对白风翔赏银洋三万元外并准备提升军长。1937年2月东北军被肢解，白凤翔闲居北平。
1937年抗战爆发后，从北平赴南京请战。国民政府军事委员会委任为热河先遣军中将司令。1938年初，在西安组建了热河先遣军辖5个旅共3千多人.1938年2月白部奉命开陕西绥德、米脂整顿待命。行军途径陕甘宁边区的延川、延长、清涧等县时受到热烈迎送。八路军绥德警备司令陈奇涵亲自迎接并设宴招待校以上的军官。
1939年初白凤翔部驻伊盟，隶属于马占山的东北挺进军。半年后与马占山不合，遂部前往后套投奔第八战区副司令长官傅作义。部队一万人，辖四个骑兵旅，一个步兵旅。1940年7月所部在高台梁遭日军袭击，腹部中弹率20余人降日，被委任为东亚同盟军上将总司令，驻固阳合教堂（今合教村），辖五个骑兵师，一个步兵师3000余人。1941年1月在驻地病逝。

## 家人[5]
- 母亲邱氏
- 大夫人刘素臻：1949年去世。
  - 子白亚明，1920年生，白凤翔亡故后被戴笠送入军统兰训班。1980年在台湾去世。
- 二夫人刘素贞：1956年任西安市莲湖区政协委员。
  - 子白亚周
  - 长女白雅丽：1963年在贵州省都匀教书时，因丈夫亡故，留下4个未成年孩子。白雅丽给周恩来总理写信，工作与4个子女的户口都从县城调回西安安置。
  - 三女白雅芬：在西安市妇产科医院工作。1988年5月任第六届陕西省政协委员。
- 三夫人冯月莲
  - 子白亚权
  - 次女白雅芳，嫁给了空军军官陈昌辉，1949年带生母与三房子女赴台湾。
  - 四女白雅梅，后为香港中文大学教授

## 纪念
2020年9月2日名列退役军人事务部公布的第三批著名抗日英烈、英雄群体名录。